# Hallett, Oklahoma
Hallett, Oklahoma (енгл. Hallett) град је у америчкој савезној држави Оклахома.

## Демографија
По попису из 2010. године број становника је 125, што је 43 (-25,6%) становника мање него 2000. године.
| Група             | 2000.       | 2010.       |
| Белци             | 132 (78,6%) | 110 (88,0%) |
| Афроамериканци    | 0 (0,0%)    | 0 (0,0%)    |
| Азијати           | 0 (0,0%)    | 0 (0,0%)    |
| Хиспаноамериканци | 3 (1,8%)    | 2 (1,6%)    |
| Укупно            | 168         | 125         |